# Чемпіонат Німеччини з хокею 1967—1968
Чемпіонат Німеччини з хокею 1968 — 51-ий чемпіонат Німеччини з хокею, чемпіоном став ХК Фюссен.

## Попередній етап

### Захід
| М  | Команда          | І | Пер | Н | Пор | Ш     | О  |
| -- | ---------------- | - | --- | - | --- | ----- | -- |
| 1. | Дюссельдорф ЕГ   | 8 | 5   | 1 | 2   | 41:29 | 11 |
| 2. | Пройзен Крефельд | 8 | 5   | 0 | 3   | 44:46 | 10 |
| 3. | «Маннхаймер ЕРК» | 8 | 4   | 0 | 4   | 45:27 | 8  |
| 4. | Крефельдер ЕВ    | 8 | 3   | 1 | 4   | 38:39 | 7  |
| 5. | Бад-Наугайм      | 8 | 1   | 2 | 5   | 25:52 | 4  |

Скорочення: М = підсумкове місце, І = ігри, Пер = перемоги, Н = нічиї, Пор = поразки, Ш = закинуті та пропущені шайби, О = набрані очки

### Південь
| М  | Команда                 | І | Пер | Н | Пор | Ш     | О  |
| -- | ----------------------- | - | --- | - | --- | ----- | -- |
| 1. | Бад Тельц               | 8 | 7   | 0 | 1   | 47:18 | 14 |
| 2. | ХК Фюссен               | 8 | 5   | 1 | 2   | 51:22 | 11 |
| 3. | ЕВ Ландсгут             | 8 | 4   | 1 | 3   | 27:21 | 9  |
| 4. | Баварія                 | 8 | 3   | 0 | 5   | 24:38 | 6  |
| 5. | СК Оберстдорф/Зонтгофен | 8 | 0   | 0 | 8   | 11:61 | 0  |

Скорочення: М = підсумкове місце, І = ігри, Пер = перемоги, Н = нічиї, Пор = поразки, Ш = закинуті та пропущені шайби, О = набрані очки

## Втішний раунд

### Захід
| М  | Команда                       | І  | Пер | Н | Пор | Ш      | О  |
| -- | ----------------------------- | -- | --- | - | --- | ------ | -- |
| 1. | Крефельдер ЕВ                 | 20 | 16  | 0 | 4   | 139:64 | 32 |
| 2. | Бад-Наугайм                   | 20 | 12  | 0 | 8   | 90:67  | 24 |
| 3. | Айнтрахт (Франкфурт-на-Майні) | 20 | 12  | 0 | 8   | 89:82  | 24 |
| 4. | ХК Кельн                      | 20 | 11  | 0 | 9   | 96:74  | 22 |
| 5. | СК Берлін                     | 20 | 5   | 0 | 15  | 74:122 | 10 |
| 6. | ХК Ділінгофен                 | 20 | 4   | 0 | 16  | 54:133 | 8  |

Скорочення: М = підсумкове місце, І = ігри, Пер = перемоги, Н = нічиї, Пор = поразки, Ш = закинуті та пропущені шайби, О = набрані очки

### Південь
| М  | Команда                 | І  | Пер | Н | Пор | Ш      | О  |
| -- | ----------------------- | -- | --- | - | --- | ------ | -- |
| 1. | СК Ріссерзеє            | 20 | 12  | 4 | 4   | 128:58 | 28 |
| 2. | ХК Аугсбург             | 20 | 12  | 2 | 6   | 112:93 | 26 |
| 3. | Баварія                 | 20 | 11  | 2 | 7   | 109:75 | 24 |
| 4. | Кауфбойрен              | 20 | 12  | 0 | 8   | 77:72  | 24 |
| 5. | СК Оберстдорф/Зонтгофен | 20 | 5   | 3 | 12  | 69:109 | 13 |
| 6. | Розенгайм               | 20 | 2   | 1 | 17  | 58:146 | 5  |

Скорочення: М = підсумкове місце, І = ігри, Пер = перемоги, Н = нічиї, Пор = поразки, Ш = закинуті та пропущені шайби, О = набрані очки

### Матч за 3 місце
- Баварія — Кауфбойрен 5:3

## Кубок Німеччини
- Крефельдер ЕВ — СК Ріссерзеє 7:2, 10:2

## Фінальний раунд
| М  | Команда          | І  | Пер | Н | Пор | Ш      | О  |
| -- | ---------------- | -- | --- | - | --- | ------ | -- |
| 1. | ХК Фюссен        | 20 | 16  | 2 | 2   | 96:42  | 34 |
| 2. | Бад Тельц        | 20 | 13  | 2 | 5   | 85:48  | 28 |
| 3. | ЕВ Ландсгут      | 20 | 11  | 1 | 8   | 71:72  | 23 |
| 4. | Дюссельдорф ЕГ   | 20 | 9   | 3 | 8   | 64:55  | 21 |
| 5. | «Маннхаймер ЕРК» | 20 | 6   | 1 | 13  | 58:82  | 13 |
| 6. | Пройзен Крефельд | 20 | 0   | 1 | 19  | 49:124 | 1  |

Скорочення: М = підсумкове місце, І = ігри, Пер = перемоги, Н = нічиї, Пор = поразки, Ш = закинуті та пропущені шайби, О = набрані очки

## Найкращий бомбардир
| Гравець     | Клуб      | І  | Г  | П  | О  |
| ----------- | --------- | -- | -- | -- | -- |
| Лоренц Функ | Бад Тельц | 23 | 33 | 21 | 54 |

## Склад чемпіонів
ХК Фюссен:
- Воротарі: Гюнтер Кнаус, Тоні Кехле, Карлхайнц Швайґер
- Захисники: Йозеф Фьольк, Рудольф Таннер, Ханс-Йорг Нагель, Петер Швімбек, Рудольф Сімон, Гартмут Сеєлус
- Нападники: Густав Ханіг, Бернд Кун, Гайнц Вайзенбах, Георг Шольц, Гельмут Дзангеліні, Герберт Штовассер, Рудольф Грьогер, Хорст Мейндль, Клаус Его, Рейнгольд Дрейндль, Фріц Пойтч ІІ, Франк Нойперт
- Тренер: Владімір Боузек